# Айдаров, Асылбек Суйеуханович
Асылбек Суйеуханович Айдаров (12 января 1940; Каракиянский район, Гурьевская область, Казахская ССР) — казахский общественный деятель, журналист. Главный редактор газета «Жаңаөзен» (1990—2010). Почетный журналист Казахстана. Почётный гражданин города Жанаозен. Кавалер Ордена «Знак Почёта».

## Биография
Родился 12 января 1940 в Каракиянском районе, Гурьевская область.
В 1964 году окончил филологический факультет Казахского государственного университета им. С. М. Кирова
В 1964 по 1970 годы учитель, завуч учебного дело, директор школы в поселке Ералив.
В 1970 по 1976 годы редактор газета «Жаңарған Маңғыстау», инспектор районное учебное заведение, собственный корреспондент газета «Коммунистік жол».
В 1976 по 1990 годы директор средней школы № 4 в селе Кызылсай
В 1990 по 2010 годы главный редактор газета «Жаңаөзен» и председатель городского совета ветеранов.
С 2010 года пенсионер.
Член Союз журналистов СССР и Казахстана.
Избран в районный совет, депутат городского маслихата.
Автор книги «Жаңаөзен мұнайшылар астанасы», «Жаңарған Жаңаөзен», «Өткен күннің белгілері», «Қуанғали Сарыбөпеұлы» и др.

## Награды и звания
- Награждён орденами «Знак Почёта» (СССР)
- Медаль «В ознаменование 100-летия со дня рождения Владимира Ильича Ленина» (1970)
- Медаль «Ветеран труда»
- «Отличник народного образования Казахской ССР»
- «Отличник образования Республики Казахстана»
- Медаль «10 лет независимости Республики Казахстан» (2001)
- Медаль «40 лет Узеньского месторождения» (2004)
- Медаль «10 лет Конституции Республики Казахстан» (2005)
- Медаль «За трудовое отличие» (Казахстан) (2007)[2]
- Медаль «10 лет Астане» (2008)
- Медаль «20 лет независимости Республики Казахстан» (2011)
- Медаль «20 лет Астане»[3]
- Медаль «50 лет города Жанаозене» (2018)
- Почетный журналист Казахстана
- Почётный гражданин города Жанаозен
- Почетная грамота министерства образования Республики Казахстана
- Почетная грамота министерства культуры Республики Казахстана